# Quatuor à cordes de Franck
Pour les articles homonymes, voir Quatuor à cordes (homonymie).
Le Quatuor à cordes en ré majeur FWV 9 est l'ultime page de musique de chambre de César Franck. Composé en 1889-90, il représente le premier grand quatuor à cordes de l'école française contemporaine. Il est créé le 19 avril 1890 à la Société nationale de musique par Léon Heymann, Adolphe Gibier, Victor Balbreck et Cornélis Liégeois, avec un accueil quasi triomphal.

## Structure
Le quatuor comprend quatre mouvements :
1. Poco lento - Allegro
2. Scherzo : Vivace (en fa dièse mineur, à 
)
3. Larghetto (à 
)
4. Final : Allegro molto

La durée d'exécution de l'œuvre est d'environ quarante huit minutes.

## Source
- François-René Tranchefort, Guide de la musique de chambre, Paris, Fayard, 1989, 995 p. (ISBN 2-213-02403-0), p. 348.